# Büddenstedt
Büddenstedt est un quartier de la ville de Helmstedt dans le land de Basse-Saxe, en Allemagne. L'ancienne commune a été incorporée le 1er juillet 2017.